# Pierre de Maurey d'Orville
Pierre-Claude de Maurey d’Orville, né le 10 mars 1763 à Planches et mort à Sées le 10 décembre 1832 est un historien local français.

## Biographie
Pierre-Claude II de Maurey d'Orville naît dans une famille de la noblesse française dont la filiation remonte à 1453. Il est le fils de Claude Jean de Maurey, seigneur d'Orville (1724-1771), et de Madeleine Geneviève Nicole de Chandebois de Chamboy.
Il a pour cousins le capitaine-major contre-révolutionnaire Pierre II de Maurey (1758-1808), dom Jacques-Antoine de Maurey (1759-1829), qui marqua l’histoire du pré-machinisme et de l’industrie naissante, et l'abbé Georges de Maurey (1761-1846), curé d'Incarville.
Partisan de la Restauration, légitimiste, il est un agent de Madame Royale et chevalier de la Foi résistant sur le terrain à Bonaparte ; il est fait chevalier de Saint-Louis le 23 mai 1825.
Professeur d'histoire au grand-séminaire de Sées, il est l'auteur de l’Histoire des évêques de Sées, de l’Histoire inédite de l’abbaye de la Trappe, de la Vie de Rancé et d'un opuscule, aujourd'hui perdu, l'Histoire des tapisseries de Bayeux. Plusieurs petites poésies de lui se trouvent dans le Cadeau des Muses, almanach falaisien.
Il est membre de différentes sociétés savantes : Société des antiquaires de Normandie, Société linnéenne de Normandie, Société historique et archéologique de l'Orne.

## Publications
- Recherches sur l'abbaye de La Trappe, avec cartes et plans, mss donné par l'auteur à la Société des Antiquaires de Normandie[3].
- Recherches historiques sur la ville, les évêques et le diocèse de Séez, Sées, P. Brée, 1829, XVI-415 p., in-8° (lire en ligne), Histoire inédite de l'abbaye de La Trappe, Vie de Rancé, Histoire des tapisseries de Bayeux.

## Pour approfondir